# InterContinental San Francisco
L'InterContinental San Francisco est un gratte-ciel de 104 mètres de hauteur construit à San Francisco en Californie aux États-Unis de 2005 à 2008, la construction de l'immeuble ayant été approuvé en 2003. Il comprend 554 chambres d'hôtel de la chaine InterContinental.
Les étages du deuxième au cinquième comprend des espaces de rencontre, le sixième étage comprend un spa et un club de santé, les étages supérieurs sont des chambres d'hôtel.
Les architectes sont les agences Patri Merker Architects et  Hornberger + Worstell